# Nikolaj Nikolow (Fußballspieler)
Nikolaj Nikolow (auch Nikolai Nikolov geschrieben, bulgarisch Николай Николов; * 26. Januar 1981 in Sofia, Bulgarien) ist ein bulgarischer Fußballspieler. Nikolow wechselte zur Saison 2011/12 ablösefrei zum bulgarischen Erstligisten FC Tschernomorez Burgas.